# Greta Vereș
Greta Vereș (23 de septiembre de 1994) es una deportista rumana que compite en esgrima, especialista en la modalidad de espada. Ganó una medalla de bronce en el Campeonato Europeo de Esgrima de 2017, en la prueba por equipos.

## Palmarés internacional
| Campeonato Europeo | Campeonato Europeo | Campeonato Europeo | Campeonato Europeo |
| Año                | Lugar              | Medalla            | Prueba             |
| ------------------ | ------------------ | ------------------ | ------------------ |
| 2017               | Tiflis (Georgia)   | Medalla de bronce  | Espada por equipos |